# Blotto (motorfietsmerk)
Blotto is een Frans historisch merk van motorfietsen.
De bedrijfsnaam was: Moteurs Blotto, Dijon.
Blotto maakte van 1951 tot 1955 motorfietsen met 125- tot 350cc-inbouwmotoren. Het was alleen op de regionale markt van enig belang.